# Disporum hainanense
Disporum hainanense är en växtart i släktet Disporum och familjen tidlöseväxter. Arten beskrevs av Elmer Drew Merrill. Den förekommer i södra Guangdong i Kina.